# Cyathea hornei
Cyathea hornei är en ormbunkeart som först beskrevs av Bak., och fick sitt nu gällande namn av Edwin Bingham Copeland. Cyathea hornei ingår i släktet Cyathea och familjen Cyatheaceae. Inga underarter finns listade.